# Weno (Insel)
Weno, früher Moen, ist die größte Insel von Chuuk, einem Teilstaat der Föderierten Staaten von Mikronesien. Sie liegt im Osten der Lagune des Chuuk-Atolls (Chuuk-Inseln) und zählt zur Inselregion der Northern Namoneas.
Weno hat einen annähernd dreieckigen Grundriss, ist üppig bewachsen und durchweg hügelig. Höchster Punkt der etwa 19,5 km² großen Insel ist der Mount Teroken (364 m) im Südwesten. Die zweithöchste Erhebung ist der Mount Tonachau (320 m) im Norden der Insel.

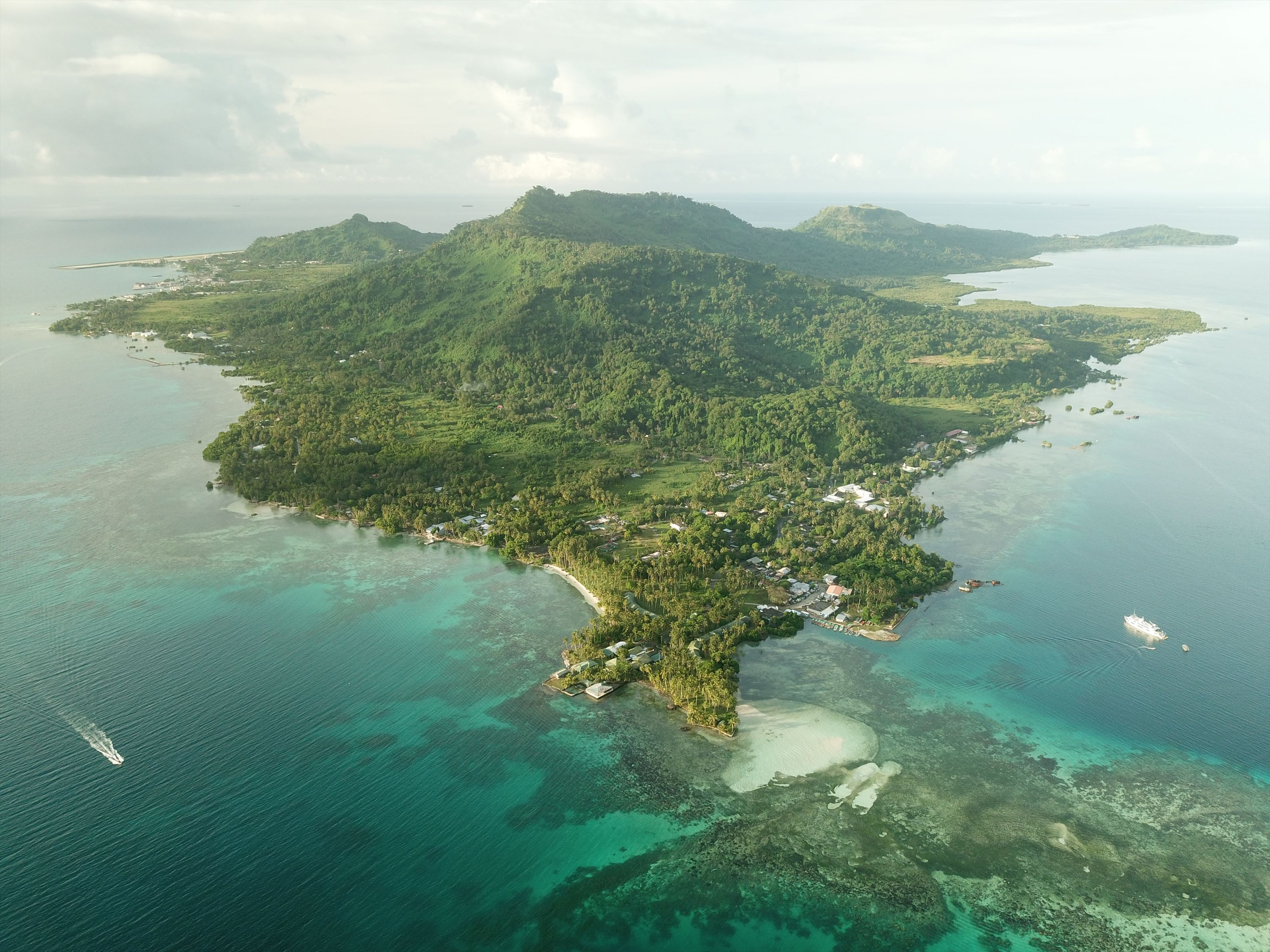
Blick auf Weno von Süden

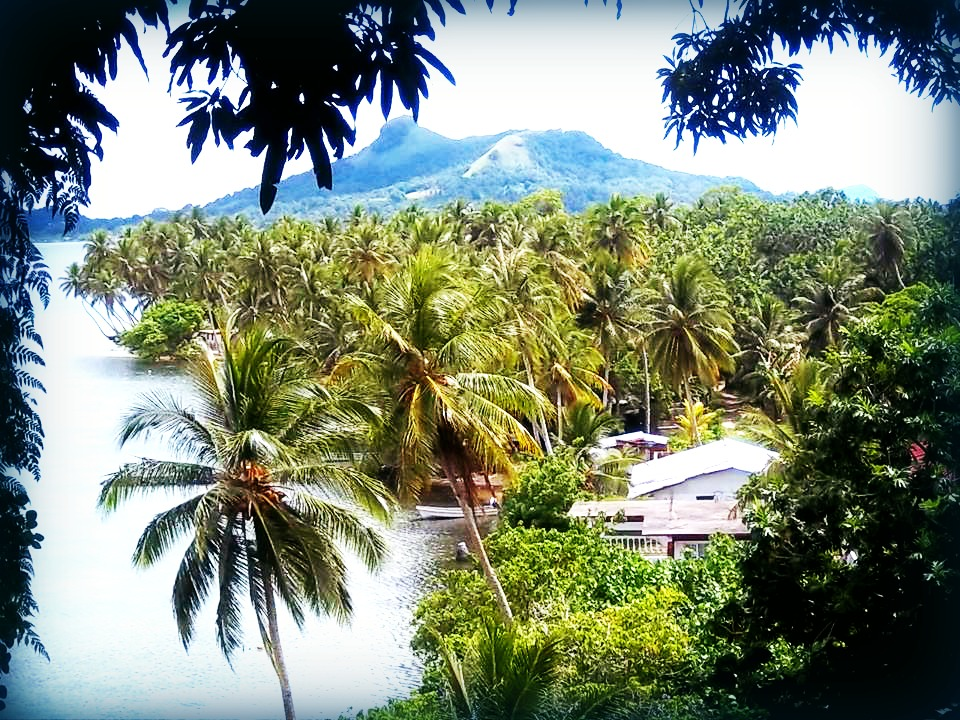
Mount Tonachau

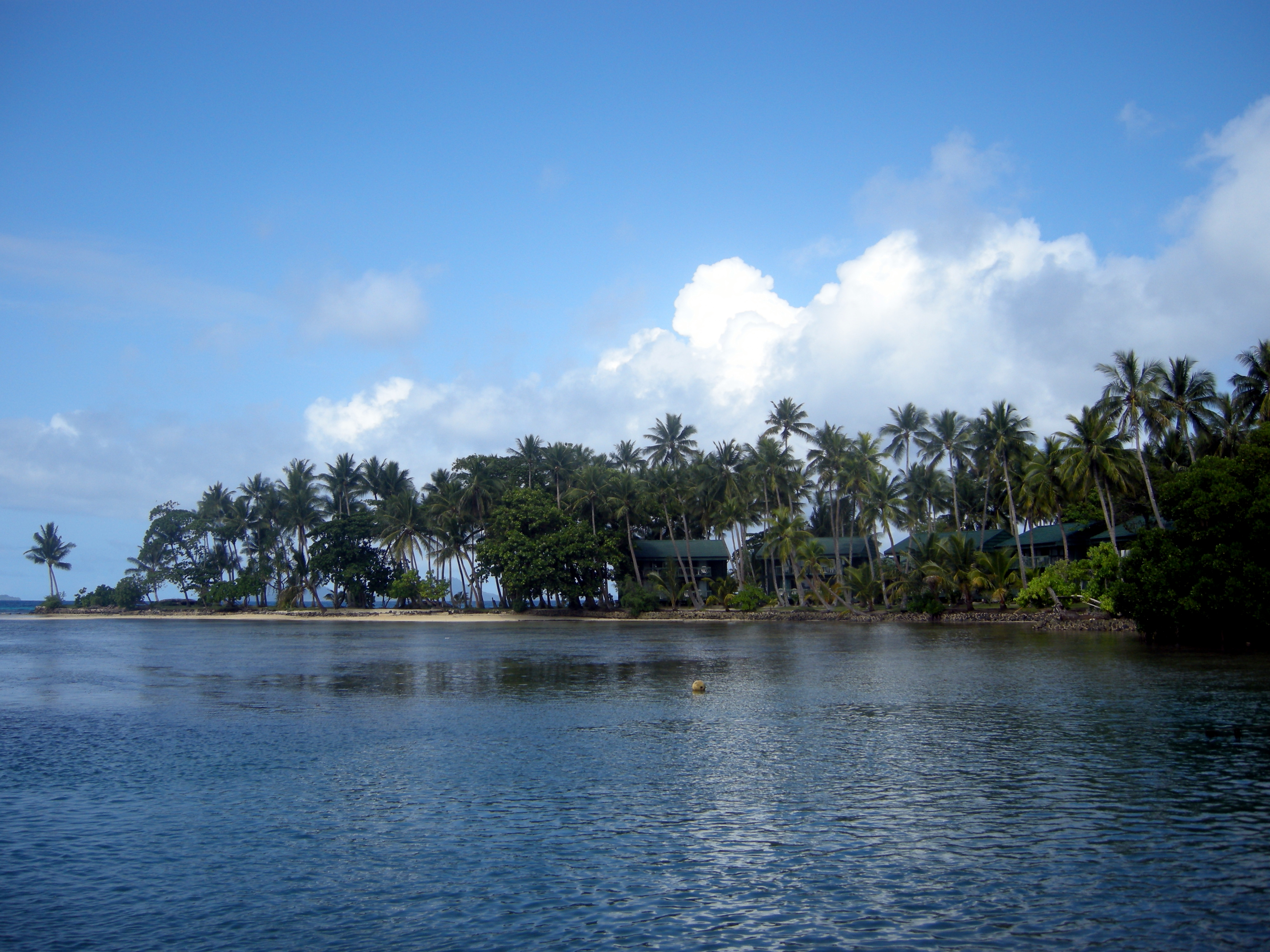
Hotelanlage an der Südspitze von Weno

Fast sämtliche Küstenregionen von Weno sind besiedelt. Die Insel ist identisch mit der Stadt Weno, Hauptstadt des Bundesstaats Chuuk. Im Nordwesten liegt der Distrikt Iras mit dem Flughafen und zahlreichen zentralen Einrichtungen. An der Südwestspitze liegt der Ortsteil Neiwe, wo sich das Inter-Continental-Hotel befindet. Dazwischen an der Westküste liegt der Ortsteil Mwan, der Sitz der Gemeindeverwaltung (municipality) Weno. Im Jahr 2010 lebten 13.856 Einwohner auf der Insel.

## Infrastruktur und Tourismus
Unmittelbar vor der Nordwestküste befindet sich im Bezirk Iras der internationale Flughafen Chuuk. Um die Insel führt eine Ringstraße, die stellenweise in schlechtem Zustand ist. Unterkünfte für Touristen finden sich an verschiedenen Stellen der Insel.
Für die Wirtschaft von Chuuk ist der Tauchtourismus von Bedeutung. In der bis zu 70 m tiefen Lagune von Chuuk, die heute als „Historical Monument“ unter Schutz steht, wurden im Februar 1944 bei der Operation Hailstone über 60 Schiffe versenkt, und hier stürzten zahlreiche Flugzeuge ins Meer. Im Innern der Insel Weno sind im Urwald noch zahlreiche Überreste japanischer Stellungen mit Bunkern und Flakgeschützen sowie weiteres zurückgelassenes Kriegsgerät zu sehen. Zu den bekanntesten Schiffen, die in der Lagune versenkt wurden, zählen die Fujikawa Maru und die San Francisco Maru. Fahrten zu den Tauchrevieren werden von verschiedenen Hotels und Touranbietern organisiert.
Spezielle architektonische Sehenswürdigkeiten wie auf Yap oder archäologische Fundstätten wie auf Kosrae oder Pohnpei gibt es auf Weno nicht. Zu den markantesten Gebäuden zählen an der Ostspitze der Insel der 1937 erbaute und 13 m hohe Leuchtturm Sapuk Lighthouse, vor dem noch mehrere Flakgeschütze aus dem Zweiten Weltkrieg zu sehen sind, sowie das ehemalige Japanese Communication Center. Das Gebäude wurde im Krieg bei Luftangriffen nur leicht beschädigt und beherbergt heute die katholische Oberschule Xavier High School, die über die Grenzen von Chuuk hinaus bekannt ist. Östlich von Weno ist die ehemalige Residenz des Gouverneurs (Governor’s House) zu sehen, von der aus ein Fußweg zur Höhle Nantaku Cave führt. An diesem strategisch wichtigen Punkt, von dem aus sich eine hervorragende Aussicht über die ganze Insel und ihre Umgebung bietet, ist ebenfalls ein japanisches Flakgeschütz zu sehen.